# Yvette Kosmann-Schwarzbach
Yvette Kosmann-Schwarzbach (30 de abril de 1941) é uma matemática francesa. Foi professora de matemática da Universidade de Ciência e Tecnologia de Lille e trabalha desde 1993 na École polytechnique.
Kosmann-Schwarzbach obteve um doutorado em 1970 na Universidade de Paris, orientada por André Lichnerowicz, com a tese Dérivées de Lie des spineurs. É autora de mais de 50 artigos sobre geometria diferencial, álgebra e física matemática, e também co-editora de diversos livros sobre a teoria de sistemas integráveis. o levantamento de Kosmann em geometria diferencial leva seu nome.

## Obras
- Groups and Symmetries: From Finite Groups to Lie Groups. Translated by Stephanie Frank Singer. Springer 2010, ISBN 978-0387788654.[5]
- The Noether Theorems: Invariance and Conservation Laws in the Twentieth Century. Translated by Bertram Schwarzbach. Springer 2011, ISBN 978-0387878676.[6]